# 劉丹 (香港)
劉丹（英語：Danny Lau Dan，1944年1月13日—），原名劉慶基，籍貫山東威海衛行政區（今威海），為香港男演員、配音員及節目主持。其於1980年的電視劇《上海灘》中飾演馮敬堯而為人熟知。同時為扮演金庸武俠小說經典角色－「洪七公」之紀錄保持者。其餘代表作包括《真情》及《愛·回家系列》等，被譽為香港電視處境劇的靈魂人物之一。他於《萬千星輝頒獎典禮2019》獲頒「萬千光輝演藝人大獎」。此外，他亦曾於2000至2007年期間擔任西貢區議會議員。

## 生平

### 童年經歷
劉丹籍貫山東威海衛行政區（今威海），並在當地出生，幼年時舉家逃難至香港，定居茶果嶺石屋，少年時遷居青山道木屋，後來由於父親擔任警察，再遷至荷李活道已婚警察宿舍，當時他們一家住在曾蔭權、曾蔭培一家對面。劉丹曾就讀四山公立學校和鄧鏡波學校，中學時期是校內銀樂隊成員，亦是學校足球隊和游泳隊隊員。

### 踏入電影圈
中學畢業後，他一邊從事建築的工作，一邊在工專上夜校。但後來遇上銀行危機，香港經濟下滑，他失去工作。日子艱辛，又想遊覽世界，於是在朋友介紹下，去當了海員。
1968年，在「行船」工作期間，趁回港的時候，偶然考入了國泰電影的演員訓練班，隨後便正式入行，而其藝名「劉丹」正是該訓練班的班主任所改。
入行後，一度飾演過幾部邵氏兄弟出品的電影，包括1971年，由張徹導演、姜大衛及狄龍主演的功夫片《雙俠》。後來又演出過李翰祥執導的《大軍閥》，以及主演過由孫仲執導的《風雷魔鏡》。
此外，他又分別在兩部由張徹根據古典小說《水滸傳》改編導演的電影，1972年的《水滸傳》以及1975年的《蕩寇誌》中，兩度飾演「雷橫」。
然而，他認為在電影圈中鬱鬱不得志，收入不夠糊口，因而於1970年代兼任配音及導配工作，他同時是著名配音員及演員龍天生之前輩。

### 開展電視生涯
1975年，劉丹開始轉投拍攝電視劇，在麗的電視參演《聊齋之陸判》及《十大奇案之三狼》。同年，佳藝電視開台，劉丹受馮淬帆的邀請加盟佳藝電視，並參演開台劇《隋唐風雲》，飾演「隋煬帝」一角，及後事業峰迴路轉。
1976年，主演佳藝電視劇《追虎擒龍》，其飾演的角色「胡奕雄（跛雄）」，因影射香港六七十年代的大毒梟吳錫豪（跛豪），令其屢獲江湖人物邀宴飯局。
1977年，劉丹正式加入香港無綫電視，並於1980年憑電視劇《上海灘》「馮敬堯」一角大紅。及後又接拍過不少無線的電視劇，成為黃金配角。
在1980至1990年代期間，他也曾短暫轉投亞洲電視，亦曾在中國大陸和臺灣等地參與電視劇演出。

### 演活「洪七公」
在1980年代開始，他擔任《射雕英雄傳》戲份極重之「洪七公」一角。
劉丹版本的洪七公慈眉善目、非常精靈可愛，是全戲中最討好的角色之一。而劉丹也憑精湛演出，一連演出了1983年、1994年兩版《射雕英雄傳》以及1983年、1995年兩版《神雕俠侶》總共4個版本的洪七公，為目前該角色扮演者之紀錄保持者。

### 處境劇元祖
由於他參演過無線電視大部分的處境喜劇，所以被譽為香港電視處境劇的靈魂人物之一。而其首部參演的處境劇便是《香港八一》，飾演「倫伯通」一角。
1995年至1999年，其在《真情》中飾演燒臘店店主「李標炳」，深入民心。劇中暱稱「叉燒炳」，後來亦成為了劉丹的外號之一。
2001年，他在《皆大歡喜》中飾演第一輯（古裝版）的「明憲宗」，以及在2003年的第二輯（時裝版）中飾演「王尚」一角。2008年至2009年期間，又在《畢打自己人》中飾演「王桂生」，以及2010年在《天天天晴》中飾演「朱保」。
在2012年至2015年期間，他在《愛·回家》中飾演一家之主「馬虎」，亦為經典之一，形象深入民心，並憑此角一度入圍《萬千星輝頒獎典禮2013》最佳男主角。
而從2017年至今，他於長篇處境劇《愛·回家之開心速遞》中飾演的「熊樹根」一角，亦廣受觀眾喜愛，並憑此角先後入圍《萬千星輝頒獎典禮2020》及《萬千星輝頒獎典禮2021》最佳男主角。

### 入行50年後首奪獎
2020年，劉丹在《萬千星輝頒獎典禮2019》奪得「萬千光輝演藝人大獎」，為他踏入演藝圈五十年來首次獲得的殊榮。

## 軼事
在媒體訪問中，他透露了留鬚的原因，在1970年代時一位風水大師指剃鬚會影響他的個人氣場。他曾經不信，1978年拍戲時需要他剃鬚，結果即出意外，弄傷腰部，住了半個月醫院，醫生更對他說100人之中只有2人能康復，他是其中1個，非常幸運。此後，所有需要剃鬚的角色他都不會接拍。
劉丹憑有份合唱《TVB 2014 FIFA巴西世界盃》主題曲，一度成為年齡最高的冠軍歌得主。
2020年，在《萬千星輝頒獎典禮2020》頒發「最受歡迎男角色」時，由胡定欣和馬德鐘頒獎，他們挑選了幾個演員介紹，講到劉丹時，胡定欣大叫一聲「丹爺」，又講到︰「丹爺由《愛·回家》，馬家做到熊家陪足大家8年啦！」劉丹一度以為自己得獎，於是站起身，場面尷尬。最後「最受歡迎男角色」由張振朗奪得。不過翻查名單，其實劉丹不在該獎的提名名單中，所以整件事相當尷尬。劉丹後來解釋他以為自己需要上台頒獎。
其兒子劉愷威亦為香港男藝人，現時主要在中國大陸發展。

## 政治立場
他曾於2000年－2007年任香港西貢區議會的委任議員。又於2000年以原名「劉慶基」代表自由黨參加新界東選區的香港立法會選舉，其參選名單得15,000多票，未能取得議席。

## 演出作品

### 電影
| 年份   | 片名               | 角色   |
| 1970年 | 《小苹果》         |        |
| 1970年 | 《壮士血》         |        |
| 1970年 | 《翠寒谷》         |        |
| 1971年 | 《双侠》           |        |
| 1972年 | 《大军阀》         | 纪伯长 |
| 1972年 | 《水浒传》         | 雷横   |
| 1972年 | 《风雷魔镜》       | 温剑峰 |
| 1973年 | 《北地胭脂》       | 张英麟 |
| 1973年 | 《七十二家房客》   | 分局长 |
| 1973年 | 《风流韵事》       | 来旺   |
| 1973年 | 《牛鬼蛇神》       |        |
| 1973年 | 《小杂种》         |        |
| 1973年 | 《血证》           |        |
| 1974年 | 《怪人怪事》       |        |
| 1974年 | 《天网》           |        |
| 1975年 | 《荡寇誌》         | 雷横   |
| 1975年 | 《义劫爱神号》     |        |
| 1975年 | 《港澳传奇》       | 康力   |
| 1975年 | 《大老千》         |        |
| 1975年 | 《横冲直撞小福星》 |        |
| 1976年 | 《名女人奇异录》   |        |
| 1977年 | 《黄飞鸿四大弟子》 |        |
| 1977年 | 《出册》           |        |
| 1977年 | 《四二六》         |        |
| 1978年 | 《不择手段》       |        |
| 1978年 | 《四二八》         |        |
| 1978年 | 《师父教落》       |        |
| 1978年 | 《漩涡》           |        |
| 1978年 | 《残酷大分尸》     |        |
| 1978年 | 《馬場風暴》       | 警員   |
| 1979年 | 《着错草鞋走错路》 |        |
| 1979年 | 《广东十虎》       |        |
| 1979年 | 《满宫春》         |        |
| 1979年 | 《鬼才龙虎榜》     |        |
| 1979年 | 《残酷奸杀案》     |        |
| 1979年 | 《毒计》           |        |
| 1980年 | 《武状元》         |        |
| 1981年 | 《胆搏胆》         |        |
| 1981年 | 《打雀英雄传》     | 陈大文 |
| 1982年 | 《邪完再邪》       |        |
| 1983年 | 《摧花者死》       |        |
| 1983年 | 《魔胎》           |        |
| 1984年 | 《好彩撞到你》     |        |
| 1984年 | 《第8站》          | 江爺   |
| 1985年 | 《猛鬼迫人》       |        |
| 1985年 | 《警察故事》       | 毒犯   |
| 1986年 | 《堂口故事》       |        |
| 1990年 | 《平凡英雄》       | 阿劉   |
| 1992年 | 《真的爱你》       |        |
| 2006年 | 《我要成名》       |        |

### 電視劇（麗的電視）
| 年份   | 劇名           | 角色 | 備註 |
| 1975年 | 聊斋之陆判     |      |      |
| 1975年 | 十大奇案之三狼 | 廖偉 |      |

### 電視劇（佳藝電視）
| 年份   | 劇名     | 角色   | 備註           |
| 1975年 | 隋唐風雲 | 隋煬帝 |                |
| 1976年 | 頂爺     |        |                |
| 1976年 | 追虎擒龍 | 跛雄   | （第一男主角） |
| 1977年 | 紅樓夢   | 賈璉   |                |
| 1977年 | 武林外史 | 快活王 |                |

### 電視劇（無綫電視）
| 年份          | 劇名                                 | 角色                   |
| 1977年        | 大亨                                 | 莫洪                   |
| 1978年        | 小李飛刀                             | 上官金虹               |
| 1978年        | 國際刑警                             |                        |
| 1978年        | 強人                                 | 雷一帆                 |
| 1978年        | 一劍鎮神州                           | 長毛小辮子／遠塵居士   |
| 1979年        | 英雄無淚                             | 卓東來                 |
| 1979年        | 小夫妻                               | 鮑學仁                 |
| 1979年        | 網中人                               | 葉達燊                 |
| 1979年        | 名劍風流                             | 洪蓮花                 |
| 1979年        | 鴻運當頭                             |                        |
| 1980年        | 離別鉤                               | 楊恨                   |
| 1980年        | 上海灘                               | 馮敬堯                 |
| 1980年        | 親情                                 | 容世錕                 |
| 1980年        | 發現灣                               | 巫英傑                 |
| 1980年        | 千王之王                             | 阿江                   |
| 1980年        | 聲寶喜相逢                           | 陳大文                 |
| 1981年        | 過客                                 | 李天龍                 |
| 1981年        | 龍虎雙霸天                           | 殺手冷天涯             |
| 1981年        | 佛山贊先生                           | 巴顏喇嘛               |
| 1981年        | 香港八一                             | 倫百通                 |
| 1982年        | 萬水千山總是情                       | 齊大正／齊田正浩       |
| 1983年        | 射鵰英雄傳之東邪西毒                 | 洪七公                 |
| 1983年        | 射鵰英雄傳之華山論劍                 | 洪七公                 |
| 1983年        | 神鵰俠侶                             | 洪七公                 |
| 1983年        | 豹子膽                               |                        |
| 1983年        | 奶奶早晨                             |                        |
| 1983年        | 冤鬼再見                             |                        |
| 1983年        | 夾心人                               | 趙先生                 |
| 1984年        | 天師執位                             | 張天師                 |
| 1984年        | 笑傲江湖                             | 田伯光                 |
| 1984年        | 鹿鼎記                               | 吳三桂                 |
| 1984年        | 鐵面包公                             | 狄青                   |
| 1984年        | 青鋒劍影                             | 蕭大師（客串）         |
| 1984年        | 新紮師兄                             | 喬創基                 |
| 1984年        | 楚留香之蝙蝠傳奇                     | 無花和尚（客串）       |
| 1985年        | 我愛伊人                             |                        |
| 1985年        | 挑戰                                 | 周榮                   |
| 1985年        | 楊家將                               | 呼延贊                 |
| 1985年        | 觀世音                               | 妙莊王                 |
| 1985年        | 夜驚魂之四人歸西（歡樂今宵單元短劇） | 成                     |
| 1986年        | 賊公阿牛                             |                        |
| 1986年        | 真命天子                             | 黃石道人               |
| 1986年        | 倚天屠龍記                           | 何太沖                 |
| 1986年        | 屈原                                 | 楚懷王                 |
| 1987年        | 大運河                               | 楊素                   |
| 1987年        | 時來運到                             |                        |
| 1987年        | 天狼劫                               |                        |
| 1988年        | 快活良緣                             | 納蘭傲天               |
| 1988年        | 鬥氣一族                             |                        |
| 1988年        | 兵權                                 | 郭威                   |
| 1988年        | 奇門鬼谷                             | 聶雲                   |
| 1994年        | 射鵰英雄傳                           | 洪七公                 |
| 1994年        | 俠義見青天                           | 襄陽王                 |
| 1995年        | 命轉乾坤                             | 蔣光正                 |
| 1995年        | 刑事偵緝檔案                         | 張百川                 |
| 1995年        | 神鵰俠侶                             | 洪七公                 |
| 1995年        | 刑事偵緝檔案II                       | 張百川                 |
| 1995年-1999年 | 真情                                 | 李標炳（叉燒炳）       |
| 1996年        | 聊齋之秋月還陽                       | 伍員                   |
| 1997年        | 刑事偵緝檔案III                      | 張百川                 |
| 1997年        | 天龍八部                             | 馬大元                 |
| 1997年        | 美味天王                             | 林金成                 |
| 1998年        | 西遊記貳                             | 智慧尊者               |
| 2000年        | 夢想成真                             | 寶安                   |
| 2000年        | 十月初五的月光                       | 萬世光                 |
| 2000年        | 新鮮人                               | 方進才                 |
| 2000年        | 碧血劍                               | 皇太極                 |
| 2001年        | 倚天屠龍記                           | 汝陽王                 |
| 2001年        | 皆大歡喜                             | 明憲宗                 |
| 2002年        | 洛神                                 | 曹操                   |
| 2002年        | 流金歲月                             | 鍾懷谷                 |
| 2003年        | 撲水冤家                             | 殷住政                 |
| 2003年        | 皆大歡喜                             | 王尚                   |
| 2004年        | 富豪海灣至尊家緣                     | 游智輝                 |
| 2004年        | 廉政行動2004以權謀私                 | 上訴庭法官             |
| 2005年        | Yummy Yummy                          | 周偉昌                 |
| 2005年        | 酒店風雲                             | 王玉廷（客串第1集）    |
| 2006年        | 飛短留長父子兵                       | 范光榮                 |
| 2006年        | 滙通天下                             | 曹裕泰                 |
| 2006年        | 鳳凰四重奏                           | 魏秉藩                 |
| 2007年        | 亂世佳人                             | 顧萬齊                 |
| 2007年        | 通天幹探                             | 莊志生                 |
| 2008年        | 最美麗的第七天                       | 凌兆佳                 |
| 2008年        | 甜言蜜語                             | 梁錦波                 |
| 2008年        | 珠光寶氣                             | 孫懷德（德叔）         |
| 2008-2009年   | 畢打自己人                           | 王桂生                 |
| 2009年        | 宮心計                               | 李德裕                 |
| 2010年        | 蒲松齡                               | 鄭忠邦                 |
| 2010年        | 天天天晴                             | 朱保                   |
| 2010年        | 囧探查過界                           | 蘇鑑林                 |
| 2010年        | 誘情轉駁                             | 高永泰                 |
| 2011年        | Only You 只有您                      | 馬啟雄                 |
| 2011年        | 七號差館                             | 邢況                   |
| 2011年        | 真相                                 | 康顯華（George）       |
| 2011年        | 法證先鋒III                          | 曹景添（第1-3集）      |
| 2011年        | 天與地                               | 江兆泉                 |
| 2012年        | 心戰                                 | 陸秉清                 |
| 2012年        | 肥婆奶奶扭計媳                       | 勞風雲                 |
| 2012年        | 4 In Love                            | 馮志明（明叔）         |
| 2012-2015年   | 愛·回家 (第一輯)                     | 馬虎（Tiger）          |
| 2013年        | 戀愛星求人                           | 池金貴                 |
| 2013年        | 神探高倫布                           | 蔡田                   |
| 2014年        | 宦海奇官                             | 杜楚南（第1-5集）      |
| 2015-2016年   | 愛·回家 (第二輯)                     | 馬虎（Tiger）          |
| 2016年        | 律政強人                             | 卓繼堯（Charles）      |
| 2017年至今    | 愛·回家之開心速遞                    | 熊樹根（根叔）         |
| 2017年        | 不懂撒嬌的女人                       | 凌大威（大威叔、威仔） |
| 2021年        | 七公主                               | 顧百方                 |
| 2021年        | 拳王                                 | 龍應天（天叔）         |
| 2022年        | 回歸光影頌: 我的驕傲                 | 孫啟昌                 |

### 電視電影（無綫電視）
| 年份   | 劇名       | 角色                 |
| 2004年 | 親子大綁架 | 郭偉峰（股壇狙擊手） |

### 電視劇（亞洲電視）
| 年份   | 劇名                       | 角色   |
| 1989年 | 捉鬼家族                   | 杜炎流 |
| 1989年 | 捉鬼大丈夫                 | 鍾瑞財 |
| 1989年 | 望父成龍                   |        |
| 1989年 | 皇家檔案之風蕭蕭／玉石俱焚 | 周世昌 |
| 1990年 | 難兄難弟                   |        |
| 1990年 | 鬼做你老婆                 | 張有為 |
| 1990年 | 隔世天師                   | 張名揚 |
| 1991年 | 香港奇案之錶行大劫案       |        |
| 1992年 | 摩登七十二家房客           |        |
| 1992年 | 本是同根                   | 程昇   |
| 1992年 | 烈火雄風                   |        |
| 1993年 | 銀狐                       | 趙華山 |
| 1993年 | 賭神秘笈'93                |        |

### 電視劇（廉政公署）
| 年份   | 劇名         | 角色 |
| 1978年 | ICAC：查案記 | 關龍 |

### 電視劇（台灣）
| 年份   | 頻道 | 劇名       | 角色 |
| 1994年 | 台視 | 倚天屠龍記 | 謝遜 |

### 電視劇（中國大陸）
| 年份   | 劇名                   | 角色 |
| 2008年 | 一千滴眼淚             |      |
| 2008年 | 伞娘传奇（又名：冬雪） |      |

### 綜藝節目
- 2015年：網絡挑機
- 2016年：Sunday好戲王
- 2017年：馬家開飯
- 2017年：馬家過聖誕

### 廣告
- 1999年：龍發製藥
- 2014年：保心安
- 2021年：維特健靈

### 派台歌曲成績
| 派台歌曲成績 | 派台歌曲成績        | 派台歌曲成績 | 派台歌曲成績 | 派台歌曲成績 | 派台歌曲成績 | 派台歌曲成績                                    |
| ------------ | ------------------- | ------------ | ------------ | ------------ | ------------ | ----------------------------------------------- |
| 唱片         | 歌曲                | 903          | RTHK         | 997          | TVB          | 備註                                            |
| 2014年       |                     |              |              |              |              |                                                 |
|              | We Are The Only One | ×            | ×            | ×            | 1            | 《TVB 2014 FIFA巴西世界盃》主題曲 與TVB群星合唱 |

| 各台冠軍歌總數 | 各台冠軍歌總數 | 各台冠軍歌總數 | 各台冠軍歌總數 | 各台冠軍歌總數    | 各台冠軍歌總數 |
| -------------- | -------------- | -------------- | -------------- | ----------------- | -------------- |
| 903            | RTHK           | 997            | TVB            | 備註              |                |
| 0              | 0              | 0              | 1              | 四台冠軍歌總數：0 |                |

## 獎項及提名
| 年份   | 頒獎典禮                   | 獎項                    | 角色                        | 結果 |
| ------ | -------------------------- | ----------------------- | --------------------------- | ---- |
| 2013年 | 《萬千星輝頒獎典禮2013》   | 最佳男主角              | 《愛·回家》馬 虎            | 提名 |
| 2018年 | 《萬千星輝頒獎典禮2018》   | 馬來西亞最喜愛TVB男主角 | 《愛·回家之開心速遞》熊樹根 | 提名 |
| 2018年 | 《萬千星輝頒獎典禮2018》   | 新加坡最喜愛TVB男主角   | 《愛·回家之開心速遞》熊樹根 | 提名 |
| 2019年 | 《萬千星輝頒獎典禮2019》   | 萬千光輝演藝人大獎      | 不適用                      | 獲獎 |
| 2020年 | 《萬千星輝頒獎典禮2020》   | 最佳男主角              | 《愛·回家之開心速遞》熊樹根 | 提名 |
| 2020年 | 《萬千星輝頒獎典禮2020》   | 馬來西亞最喜愛TVB男主角 | 《愛·回家之開心速遞》熊樹根 | 提名 |
| 2020年 | 《觀眾在民間電視大奬2020》 | 民選最佳男主角          | 《愛·回家之開心速遞》熊樹根 | 提名 |
| 2021年 | 《萬千星輝頒獎典禮2021》   | 最佳男主角              | 《愛·回家之開心速遞》熊樹根 | 提名 |
| 2021年 | 《萬千星輝頒獎典禮2021》   | 馬來西亞最喜愛TVB男主角 | 《愛·回家之開心速遞》熊樹根 | 提名 |
| 2021年 | 《觀眾在民間電視大奬2021》 | 民選最佳男主角          | 《愛·回家之開心速遞》熊樹根 | 提名 |

## 外部連結
- 劉丹在互联网电影资料库（IMDb）上的資料（英文）
- 在AllMovie上劉丹的頁面（英文）
- 劉丹在香港影庫上的簡介
- 劉丹在豆瓣上的资料（简体中文）
- 劉丹在时光网上的簡介（简体中文）